# Angela Kane
Angela Kane (29 de setembro de 1948) é uma diplomata alemã e anteriormente foi Alta Representante da ONU para Assuntos de Desarmamento e Subsecretária-Geral de Administração nas Nações Unidas.

## Carreira
Kane nasceu em Hameln, Alemanha, e frequentou a Universidade de Munique. Ela é formada pelo Bryn Mawr College e pela Johns Hopkins School of Advanced International Studies. Ela recebeu um doutorado honorário do Middlebury Institute of International Studies em Monterey, Califórnia.
Ela ocupou vários cargos de alto escalão nas Nações Unidas, incluindo Diretora de Assuntos Políticos no gabinete do ex-secretário-geral Boutros Boutros-Ghali. Além disso, ela trabalhou em várias missões da ONU, incluindo como Representante Especial Adjunta da Missão do Secretário-Geral das Nações Unidas na Etiópia e Eritreia (UNMEE), na República Democrática do Congo, e teve cargos em Jacarta e Bangkok. Ela atuou como Secretária-Geral Adjunta para a Assembleia Geral e Gestão de Conferências, onde se concentrou na implementação de iniciativas de reforma, gestão global integrada, uso de ferramentas de tecnologia da informação e reposicionamento do departamento como um órgão proativo e eficiente.
Ela atuou duas vezes no Departamento de Assuntos Políticos, como Secretária-Geral Adjunta e anteriormente como Diretora, com foco na prevenção e resolução de conflitos. Nesta última capacidade, ela foi responsável pelas divisões que tratam das Américas, Ásia e Pacífico, Europa e Oriente Médio, bem como a descolonização e a divisão dos direitos palestinos. Como secretária-geral adjunta, ela apoiou várias missões políticas especiais no Iraque, Nepal e Oriente Médio, e estabeleceu a Comissão Internacional contra a Impunidade na Guatemala, que foi sem precedentes entre a ONU ou outros esforços internacionais para promover a responsabilização e fortalecer o Estado de Direito.
A partir de 2016, Kane ensina na Sciences Po sobre questões de desarmamento. Ela leciona na Universidade Tsinghua a partir de 2019. Ela é membro sênior do Centro de Desarmamento de Viena e vice-presidente do Instituto Internacional para a Paz em Viena. Em 2015, ela recebeu a Ordem do Mérito da República Federal da Alemanha (Grosses Verdienstkreuz). Em 2016, também recebeu a Condecoração de Honra do Ministério das Relações Exteriores da Áustria. Também em 2016, Kane recebeu a Medalha Dag Hammarskjöld do então ministro das Relações Exteriores Steinmeier.
Em abril de 2016, Kane foi nomeada pelo secretário-geral das Nações Unidas, Ban Ki-moon, e pela diretora-geral Irina Bokova, da Organização das Nações Unidas para a Educação, a Ciência e a Cultura (UNESCO) para o conselho administrativo da Universidade das Nações Unidas. Em 2019, foi nomeada Presidente do Conselho da UNU.
Além disso, Kane ocupa vários cargos, incluindo os seguintes:
- Co-presidente do Conselho Regional do Futuro da Península Coreana, Fórum Econômico Mundial[18]
- Membra da Rede de Liderança Europeia[19]
- Membra do Grupo de Pessoas Eminentes (GEM), CTBTO[20]
- Presidente do Grupo Consultivo de Diálogo (DAG) [21]
- Vice-presidente do Instituto Internacional para a Paz (IIP)[22]
- Membra do conselho consultivo do Relatório do Conselho de Segurança[23]
- Membro do Conselho Internacional, Centro Internacional de Conversão de Bonn (BICC) [24]
- Membro do Comitê Estratégico, Escola de Relações Internacionais de Paris (PSIA) [25]

## Vida pessoal
Angela Kane era casada com o diplomata holandês Herman Knippenberg, que estava ligado à embaixada holandesa em Bangkok em meados dos anos setenta, na época em que o serial killer francês Charles Sobhraj estava em sua matança na Tailândia e no Nepal. O casal foi o primeiro a investigar os crimes de Sobhraj, eventualmente informando a Interpol e desempenhando um papel crítico na subsequente prisão e condenação de Sobhraj e sua parceira Marie-Andrée Leclerc. Kane foi retratada pela atriz Ellie Bamber na série da BBC intitulada The Serpent, que foi transmitida em janeiro de 2021. Kane afirmou que estava descontente com a diminuição de seu papel em desvendar o caso, conforme retratado na série. Depois que ela e Herman se divorciaram em 1989, ela se casou com um americano, Sr. Kane.